# Limnichus lewisi
Limnichus lewisi är en skalbaggsart som beskrevs av Takeshiko Nakane 1963. Limnichus lewisi ingår i släktet Limnichus och familjen lerstrandbaggar. Inga underarter finns listade i Catalogue of Life.